# Ceramica mina'i

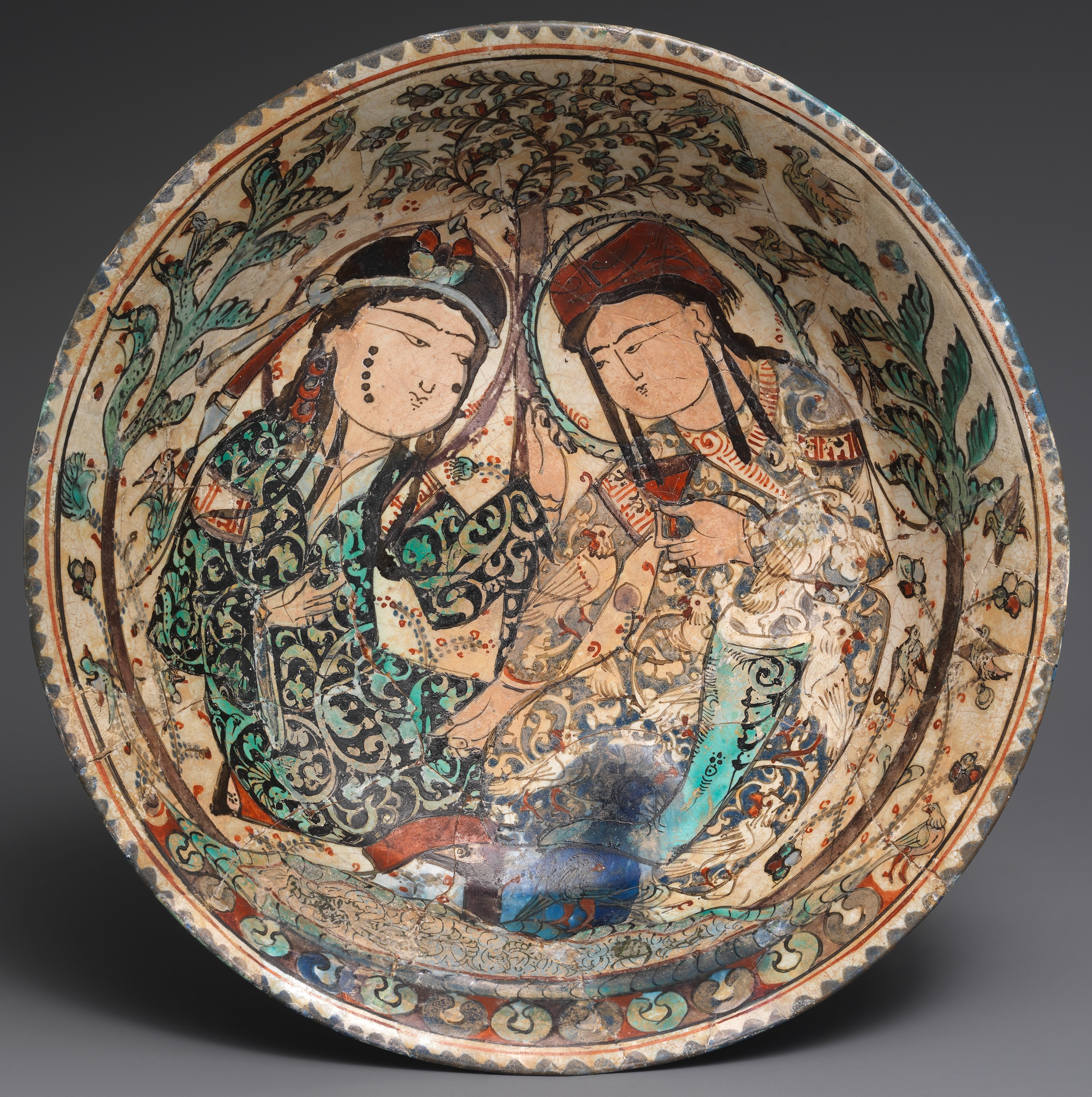
Ciotola con coppia in giardino, 1200 circa. In questo tipo di scene le figure sono un po' più grandi che in altri soggetti comuni. Diametro 18,8 cm.

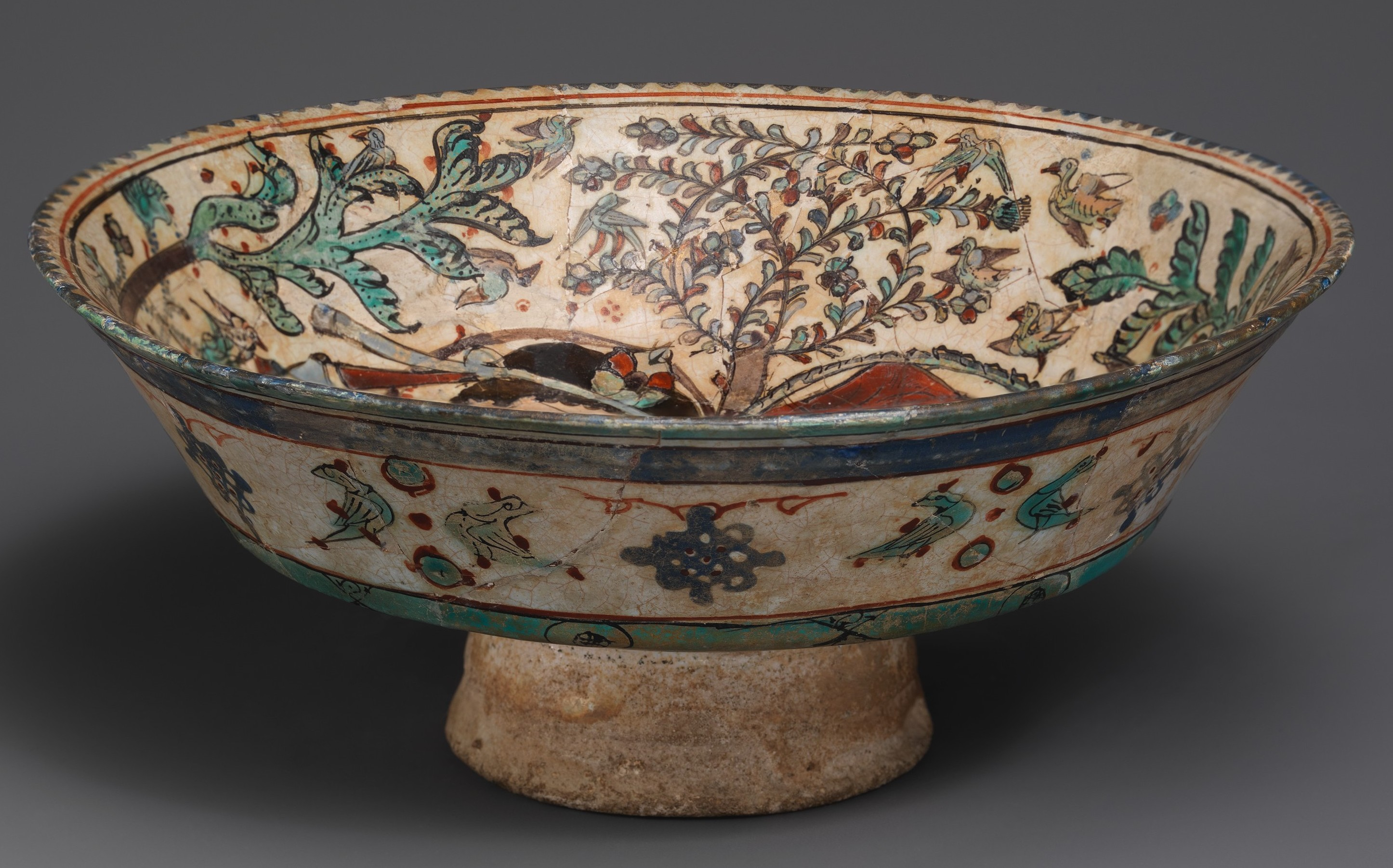
Vista laterale della stessa ciotola

La ceramica mina'i è un tipo di ceramica persiana sviluppata a Kashan, in Iran, nei decenni precedenti l'invasione mongola della Persia nel 1219, dopo la quale la produzione cessò. È stata descritta come "probabilmente il più lussuoso di tutti i tipi di ceramiche prodotte nelle terre islamiche orientali durante il periodo medievale". Il corpo di ceramica vitrea o pasta di pietra biancastra era completamente decorato, con dipinti dettagliati che utilizzavano diversi colori, di solito comprese le figure umane.
È significativa come la prima ceramica ad utilizzare smalti sopra smalto, dipinti sopra lo smalto ceramico fissato da una cottura a glost principale; dopo la verniciatura l'oggetto veniva sottoposto ad una seconda cottura a temperatura più bassa. "Mina'i "(in persiano مینایی‎), è un termine usato per questi oggetti soltanto molto più tardi, e significa "smaltato" in lingua persiana. La tecnica è anche conosciuta come haft-rang, "sette colori" in persiano. Questo era il termine usato dallo scrittore quasi contemporaneo, Abu al-Qasim Kasani, che aveva una profonda conoscenza della ceramica. Questa tecnica divenne molto più tardi il metodo standard per decorare le migliori porcellane cinesi ed europee, anche se non è chiaro se ci sia stata una connessione tra queste e il precedente uso persiano della tecnica. Come in altri periodi e regioni in cui venne utilizzato smalto su smalto, lo scopo della tecnica era quello di ampliare la gamma di colori a disposizione dei pittori oltre il gruppo molto ristretto che poteva resistere alla temperatura richiesta per la cottura principale del corpo e dello smalto, che nel caso di questi oggetti era di circa 950 °C.
Il periodo introdusse anche la decorazione sotto smalto nella ceramica persiana, intorno al 1200,  e successivamente i pezzi mina'i spesso combinavano sia la decorazione sotto smalto che sopra smaltata. La maggior parte dei pezzi è datata in modo impreciso come, ad esempio, "fine XII o inizio XIII secolo", ma le poche date iscritte iniziano nel 1170 e terminano nel 1219. I pezzi dorati sono spesso datati intorno o dopo il 1200. Si presume che lo stile e i soggetti nella pittura mina'i siano stati tratti dalla pittura dei manoscritti e da quella murale persiana contemporanea. Si sa che esistevano, ma non sono sopravvissuti, manoscritti illustrati o murali del periodo precedente alla conquista mongola, lasciando il dipinto sulla ceramica come la migliore prova di quello stile.
La maggior parte dei pezzi sono ciotole, tazze e una serie di recipienti per versare liquidi: brocche e giare, ma solo una piccola parte di queste ultime. Ci sono alcuni pezzi considerati ciotole per l'elemosina o che usano la forma associata a quella funzione. Le piastrelle sono rare e forse erano state progettate come centrotavola circondate da altri materiali, piuttosto che posizionate in gruppi. Le piastrelle mina'i trovate in situ dagli archeologi a Konya, nella moderna Turchia, furono probabilmente realizzate lì da artisti persiani itineranti. Frammenti di ceramica mina'i sono stati scavati dalla "maggior parte dei siti urbani dell'Iran e dell'Asia centrale", occupati durante il periodo, sebbene la maggior parte degli scrittori creda che quasi tutta la produzione fosse stata a Kashan.

## Oggetti

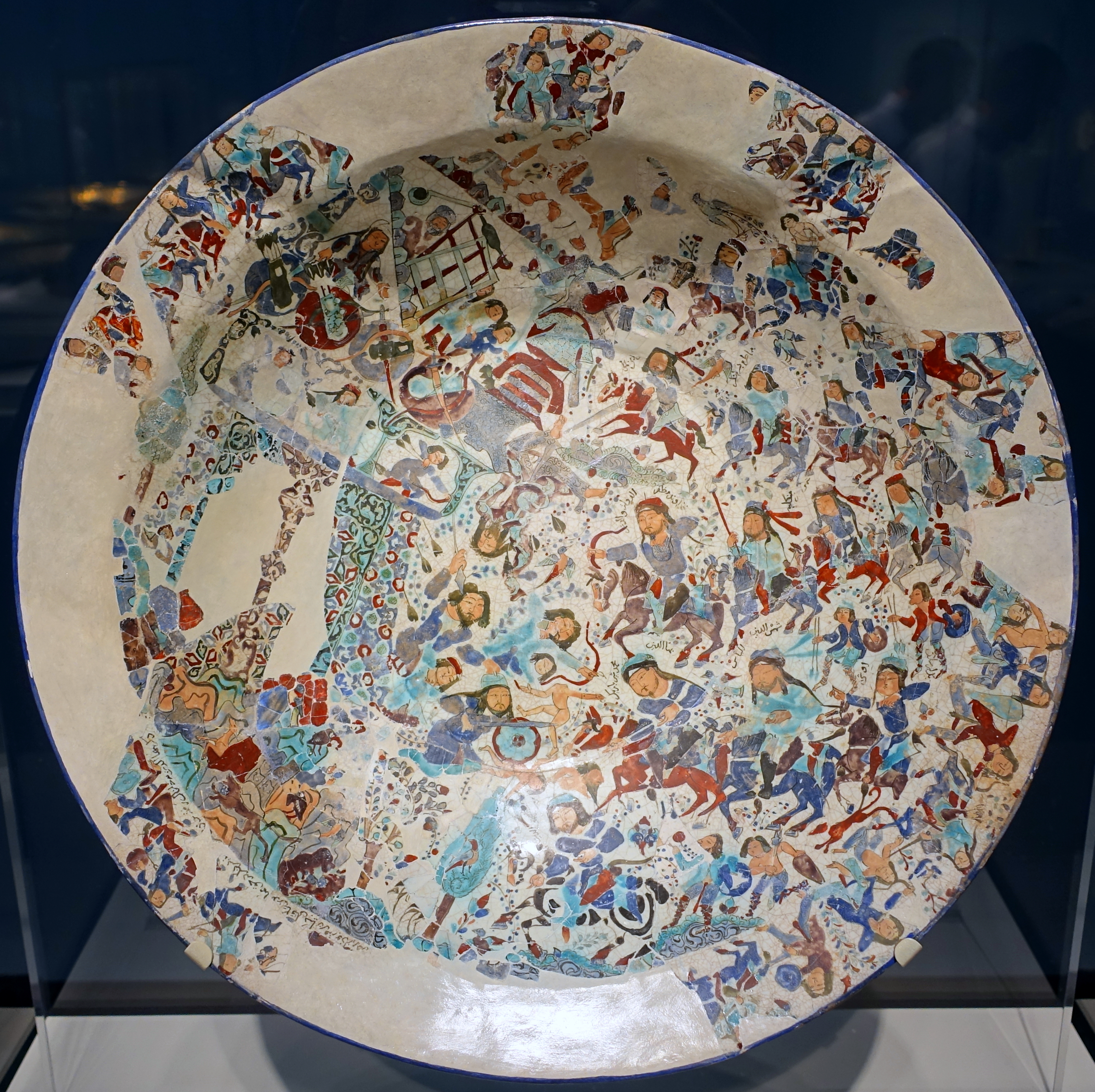
Grande ciotola con scena di battaglia, Freer Gallery of Art

Il nero e il blu cobalto potevano essere in sotto smalto, con la più ampia gamma di colori in sovra smalto. Oltre alla consueta glassa bianca, in alcuni pezzi veniva utilizzata una glassa color turchese, che faceva da sfondo alla pittura sopra smalto. I contorni dei disegni erano realizzati in nero, con sottili linee pennellate. Alcuni pezzi mina'i, di solito realizzati nella parte successiva del periodo, usavano la doratura. Alcuni pezzi combinavano lustro e pittura mina'i in zone diverse.
Una piccola parte (inferiore a quella del lustro) di pezzi è firmata e datata. Watson registra dieci di questi pezzi, firmati da tre ceramisti, con date dal 1178 al 1219. Per il lustro di Kashan i numeri equivalenti sono "oltre novanta" pezzi, "forse sei" vasai, e risalgono al 1178 e al 1226; non ci sono poi pezzi datati fino al 1261, suggerendo la rottura di lunga durata della produzione determinata dall'invasione mongola.  Che le due tecniche possano essere state prodotte dalla stessa bottega è dimostrato dal vasaio persiano di questo periodo con i pezzi più firmati, Abū Zayd ibn Muḥammad ibn Abī Zayd di Kashan, con 15 pezzi. La prima data su questi è il 1186, su una ciotola mina'i, ma la maggior parte dei pezzi sono in lustro, dove le date si estendono al 1219.
Sotto gli Ilkhanidi mongoli, la pittura su smalto continò in un nuovo stile raro chiamato lajvardina, ma presentava motivi piuttosto che figure, con un profondo blu sottosmalto e una foglia d'oro fissata in una seconda cottura. Il nome persiano si riferisce al lapislazzulo, sebbene fosse usato il solito blu cobalto. 
Lo studio della ceramica mina'i è complicato da una buona dose di eccessivi restauri e abbellimenti da parte dei commercianti, dopo che i pezzi avevano attirato l'attenzione dei collezionisti, soprattutto in Occidente, dalla fine del XIX secolo in poi. Ad esempio, la voce di catalogo per una ciotola esposta al Metropolitan Museum of Art, dalla collezione Robert Lehman, registra che "Un ampio restauro ha interferito con l'iscrizione in alcune aree e quasi ogni parte della decorazione interna è stata sottoposta a pesanti modifiche".

## Iconografia

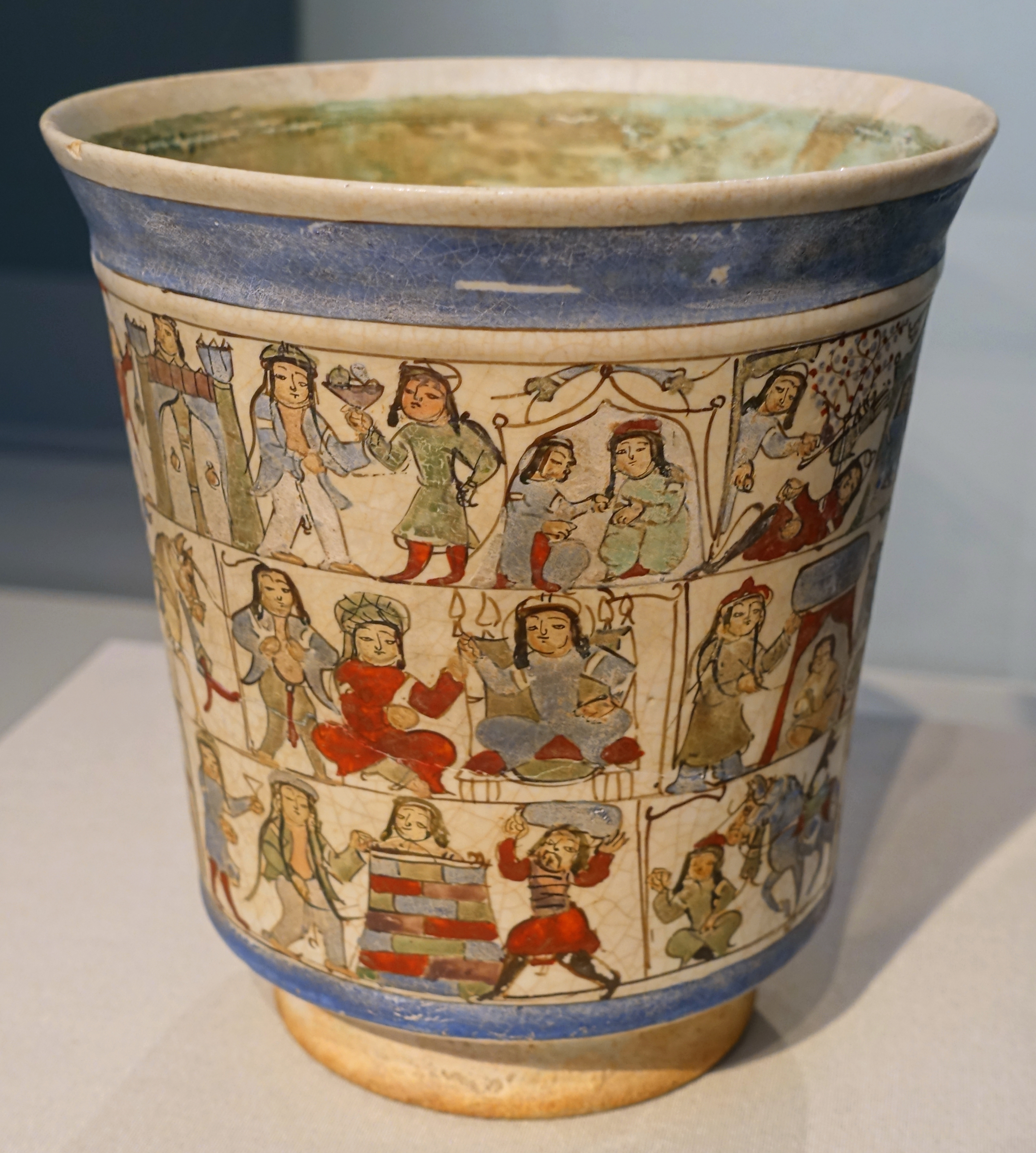
Vaso che illustra la storia di Bijan e Manijeh dalla Shahnama, Freer Gallery of Art.

Ci sono alcuni pezzi con motivi o disegni completamente astratti o geometrici, ma nella grande maggioranza dei pezzi ci sono figure, di solito numerose ma piccole. Sono comuni immagini di sovrani in trono, affiancati da attendenti, così come di cavalieri, spesso impegnati in attività principesche come la caccia e la falconeria. Gli "imperscrutabili sovrani probabilmente non furono mai pensati come soggetti, o le loro consorti", almeno non più delle coppie amorose. Motivi simili abbondano in altri media; non è chiaro fino a che punto riflettessero l'effettivo stile di vita dei proprietari o utilizzatori dei pezzi; probabilmente questi "possono indicare una generale aspirazione o identificazione borghese" con lo stile di vita principesco.
I pavoni possono accompagnare i principi, e spesso ci sono numeri della versione islamica della sfinge, specialmente intorno al bordo esterno delle forme piatte aperte. Si possono vedere scene e figure dei classici letterari persiani. L'esterno delle ciotole rialzate di solito non è dipinto con immagini, sebbene alcune abbiano decorazioni floreali o astratte relativamente semplici, ma le iscrizioni di testo che corrono intorno al pezzo sono comuni. Molti di questi provengono da opere standard della poesia persiana, forse tratte da antologie che sarebbero state a disposizione dei vasai.
Una nota coppa bassa della Freer Gallery of Art (ricostruita da frammenti) è eccezionale, sia nelle dimensioni di 47,8 cm di diametro, sia nel disegno; è il più grande pezzo conosciuto nella tecnica mina'i.  Ci sono un numero molto elevato di figure, tutte di piccole dimensioni tipiche di altri pezzi più piccoli. Sono impegnate in una battaglia, probabilmente un evento specifico del periodo in cui "una roccaforte è stata attaccata da un piccolo principe iraniano e dalle sue truppe". Le otto figure principali della parte vittoriosa sono nominate nelle iscrizioni accanto ad esse, con nomi turchi, e nella scena compaiono una macchina d'assedio e un elefante.
Questo pezzo potrebbe benissimo seguire una rappresentazione in un dipinto murale o altro mezzo,  come un bicchiere "celebrato", ora anche nel Freer, che è l'esempio più completo di uno schema iconografico tratto dai classici letterari persiani, in questo caso lo Shahnameh. Qui è raccontata un'intera storia in una serie di scene, in tre registri, che corrono intorno alla tazza.

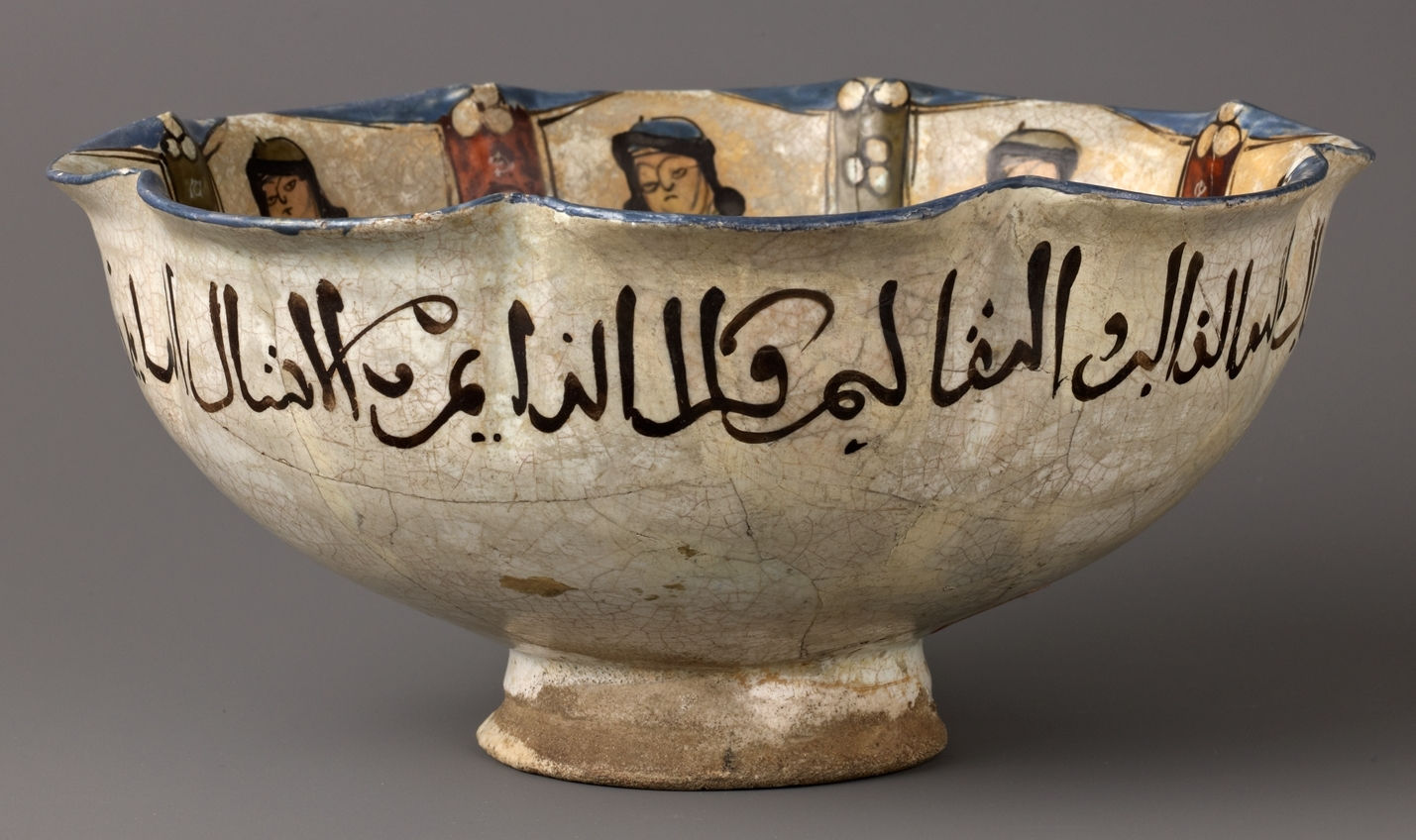
Esterno con iscrizione, con la scritta "Trionfo e vita duratura al suo proprietario, trionfo e vittoria trionfante [ripetuta due volte] e vita duratura... prosperità perpetua e crescente e vittoria trionfante e gloria duratura al suo proprietario" (che non è nominato).

## Contesto
La ceramica mina'i iniziò ad essere prodotta quando la Persia era, in teoria, parte dell'Impero selgiuchide, la cui dinastia regnante e la più alta élite erano di etnia turca. Ma la Persia era governata dalla dinastia Khwarazmian, inizialmente come vassalli dei Selgiuchidi, fino a quando, nel 1190, recisero questi legami e governarono in modo indipendente fino alla devastante conquista mongola iniziata nel 1219. I cinquant'anni dal 1150 videro grandi sviluppi nella ceramica iraniana. In primo luogo il corpo dell'oggetto e gli smalti utilizzati su di esso erano notevolmente migliorati, il che consentì pareti più sottili e parte della traslucenza della porcellana cinese, che era già stata importata in Persia, e rappresentava la principale competitrice per le merci pregiate locali. Questo corpo "in ceramica bianca" veniva utilizzato per una varietà di stili di decorazione, tutti mostranti grandi progressi nella raffinatezza. A parte la ceramica mina'i, la più lussuosa era la ceramica a lustro, che richiedeva anche una leggera seconda cottura. Il primo pezzo persiano datato è del 1179. Il colore principale della vernice lucida usata era l'oro; questo deve essere distinto dall'applicazione su smalto della foglia d'oro trovata in molti pezzi mina'i successivi.
Il corpo "bianco" non era, tuttavia, in grado di eguagliare, in "robustezza", la porcellana cinese, e sebbene gli storici lodino la delicatezza e la leggerezza di Mina'i e pezzi lucenti, sono dubbiosi sulla praticità di questi oggetti costosi, a causa della loro fragilità. La ceramica non era un corredo funerario nelle società islamiche, e quasi tutti i pezzi sopravvissuti erano rotti, e probabilmente per lo più scartati dopo la rottura. La maggior parte dei siti di ritrovamento non è registrata; alcuni pezzi vennero interrati intatti, forse per nasconderli ai saccheggiatori. Tuttavia, ci sono anche falsi moderni, e Michelsen e Olafsdotter notano che "ora bisogna essere piuttosto sospettosi di qualsiasi pezzo di mina'i, specialmente quelli che sembrano essere interi e illesi". La loro estesa analisi tecnica di un grande e ben noto piatto ora al Museo di arte islamica di Doha, Qatar, scopre che gran parte del piatto è costituito da frammenti originari provenienti da altre zone (molto probabilmente anche medievali) che sono stati rimodellati per adattarsi al piatto, poi dipinto per abbinare lo schema decorativo.
Sebbene considerate lussuose come ceramiche, le nuove ceramiche persiane a lustro e mina'i potrebbero aver rappresentato un'alternativa economica per gli oggetti che utilizzano metalli preziosi, sia in forma solida che come intarsi su ottone o bronzo. Già nel 1100 l'economia dell'impero selgiuchide si stava indebolendo e l'argento scarseggiava.
Il lustro non era una tecnica nuova; era stato usato nel mondo di lingua araba per alcuni secoli,  ma era nuovo in Persia. La sua diffusione è stata collegata a una fuga di vasai provenienti da Al-Fustat (Il Cairo) durante il turbolento crollo dell'Egitto fatimide intorno al 1160. Poiché le forme in lustro persiano sono quelle tradizionali locali, è probabile che gli artigiani rifugiati fossero per lo più pittori di ceramiche piuttosto che ceramisti. Gli stili di pittura a lustro possono essere collegati a quelli precedenti nei paesi di lingua araba in un modo che non è possibile per la ceramica mina'i, il cui stile, e forse gli artisti, sono normalmente considerati tratti dalla pittura dei manoscritti. Per gli studiosi è ancora più chiaro che la produzione di oggetti in lustro era concentrata a Kashan, più di quanto non lo sia stato per gli oggetti in mina'i.
Lo stile mina'i fu presto copiato in altre parti dell'impero selgiuchide, in particolare in Siria. Ma i creatori non conoscevano i segreti della tecnica sopra smalto e usavano invece la pittura sotto smalto. Almeno i segreti del lustro potrebbero essere stati custoditi da un piccolo numero di famiglie a Kashan.  Il successivo stile persiano mīnākārī era ed è smalto su base metallica, praticato dal XVIII secolo ad oggi.

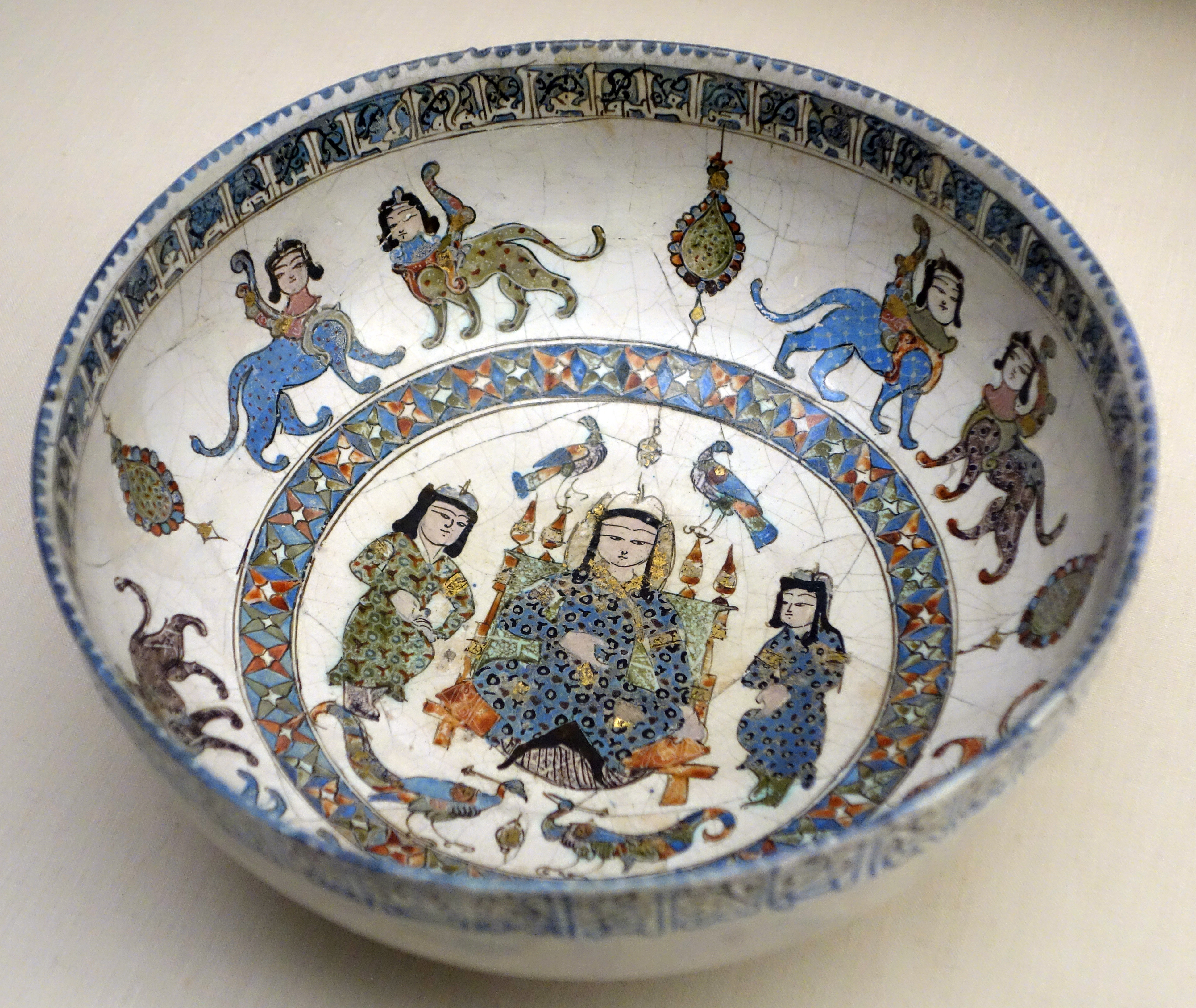
Ciotola con regnate e sfingi
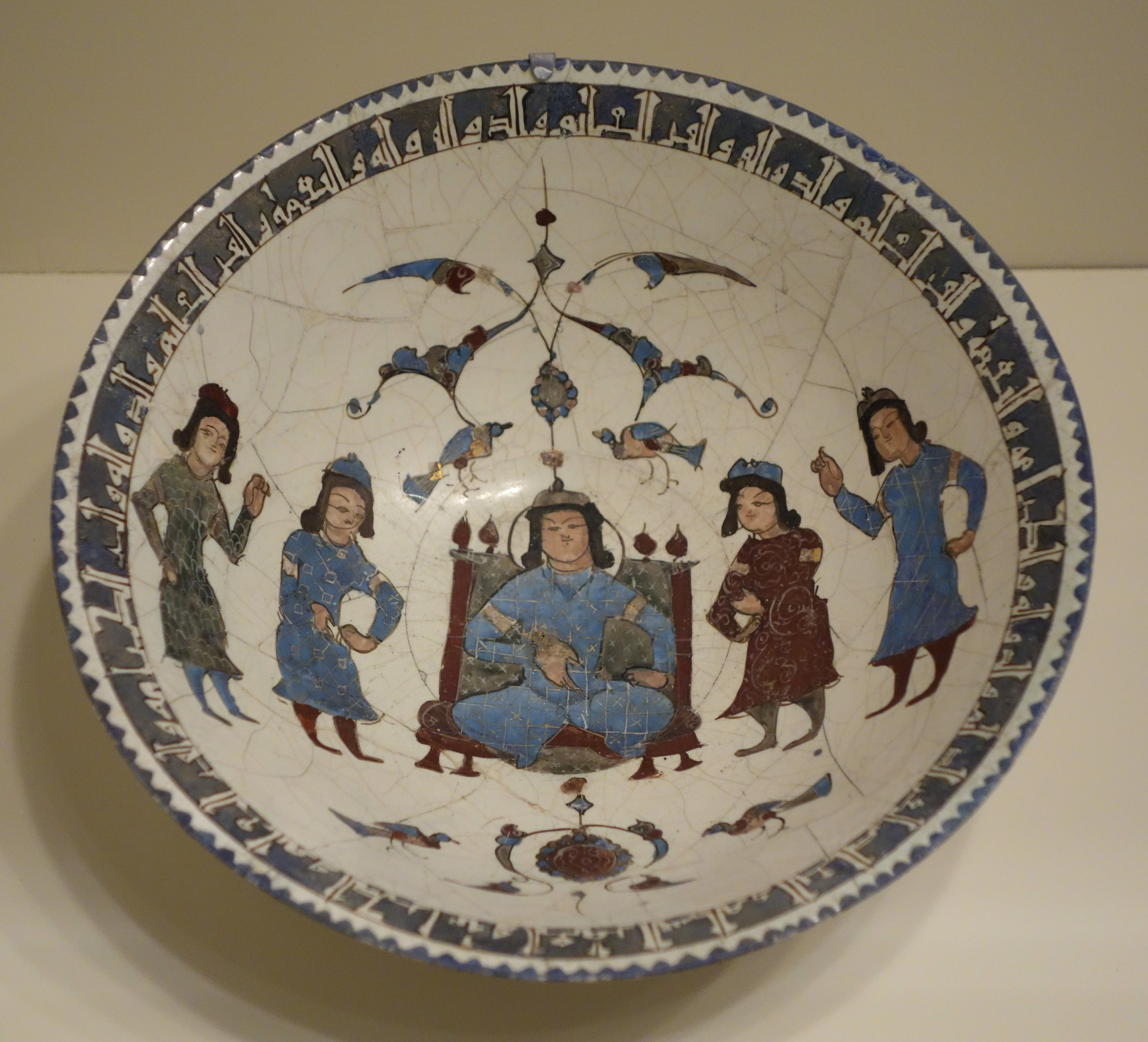
Figura in trono affiancata da attendenti.
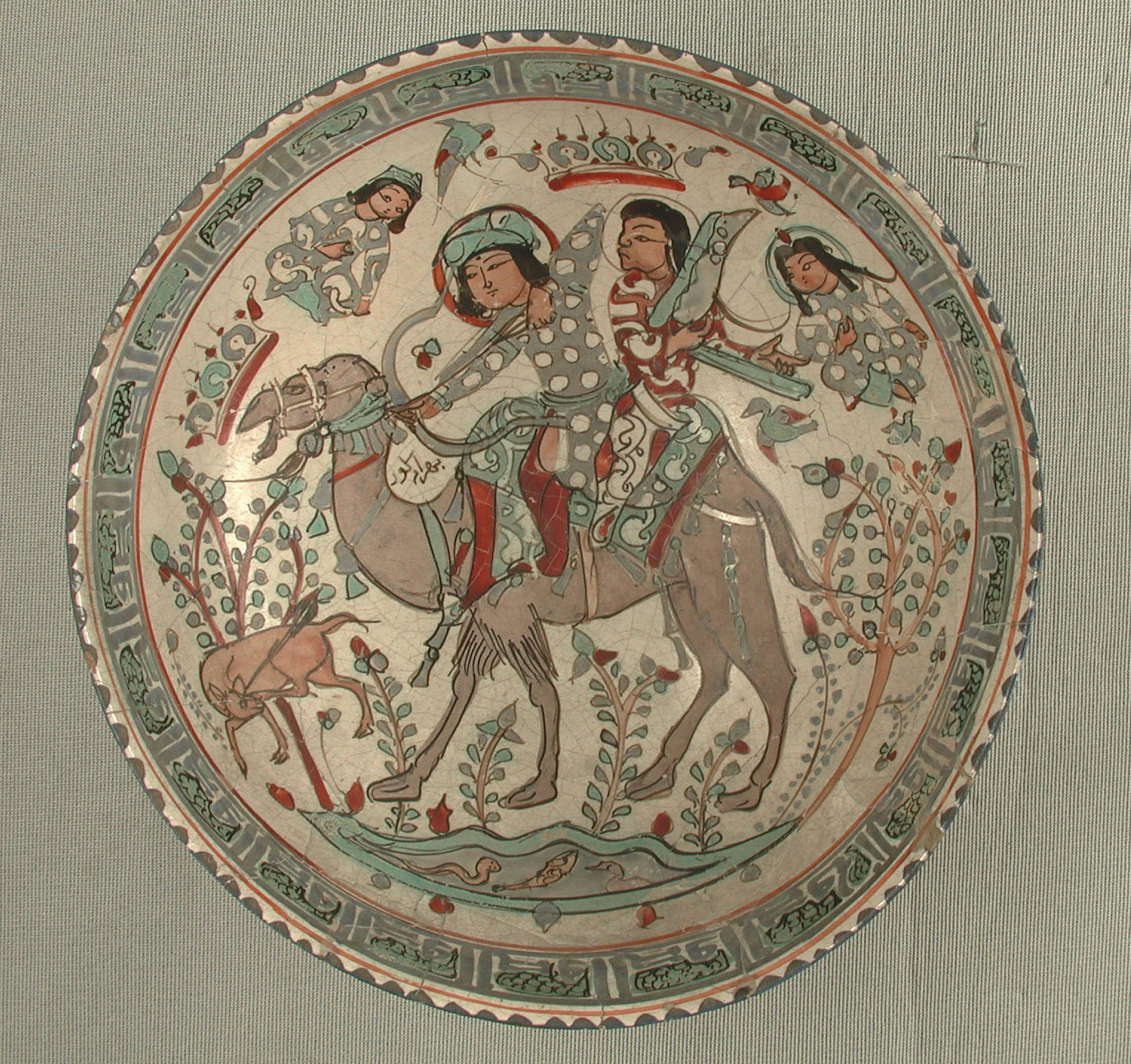
Bahram Gur a caccia con Azadeh; (9,2 x 21,3 cm)
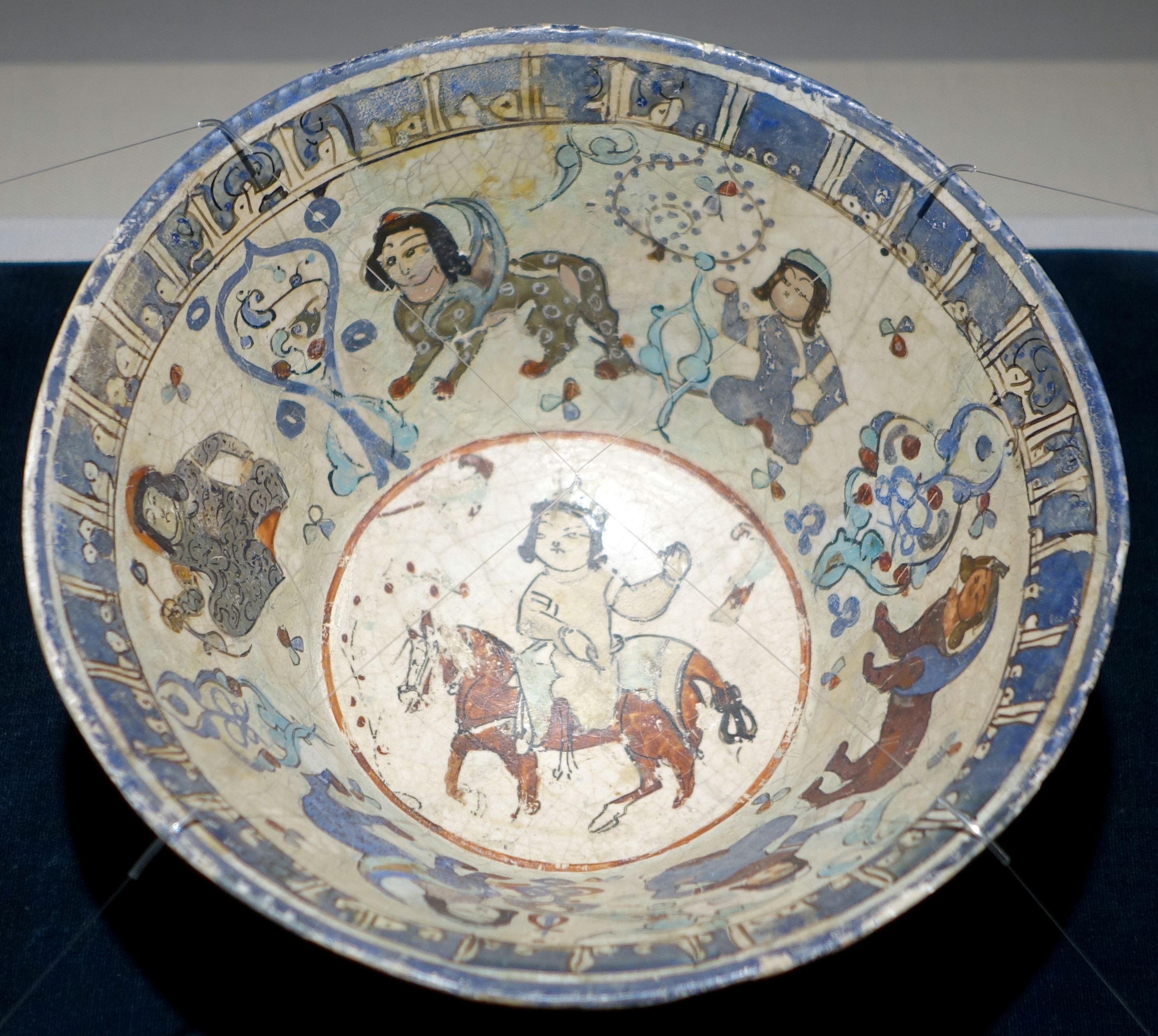
Cavaliere al centro, con sfingi in una fascia
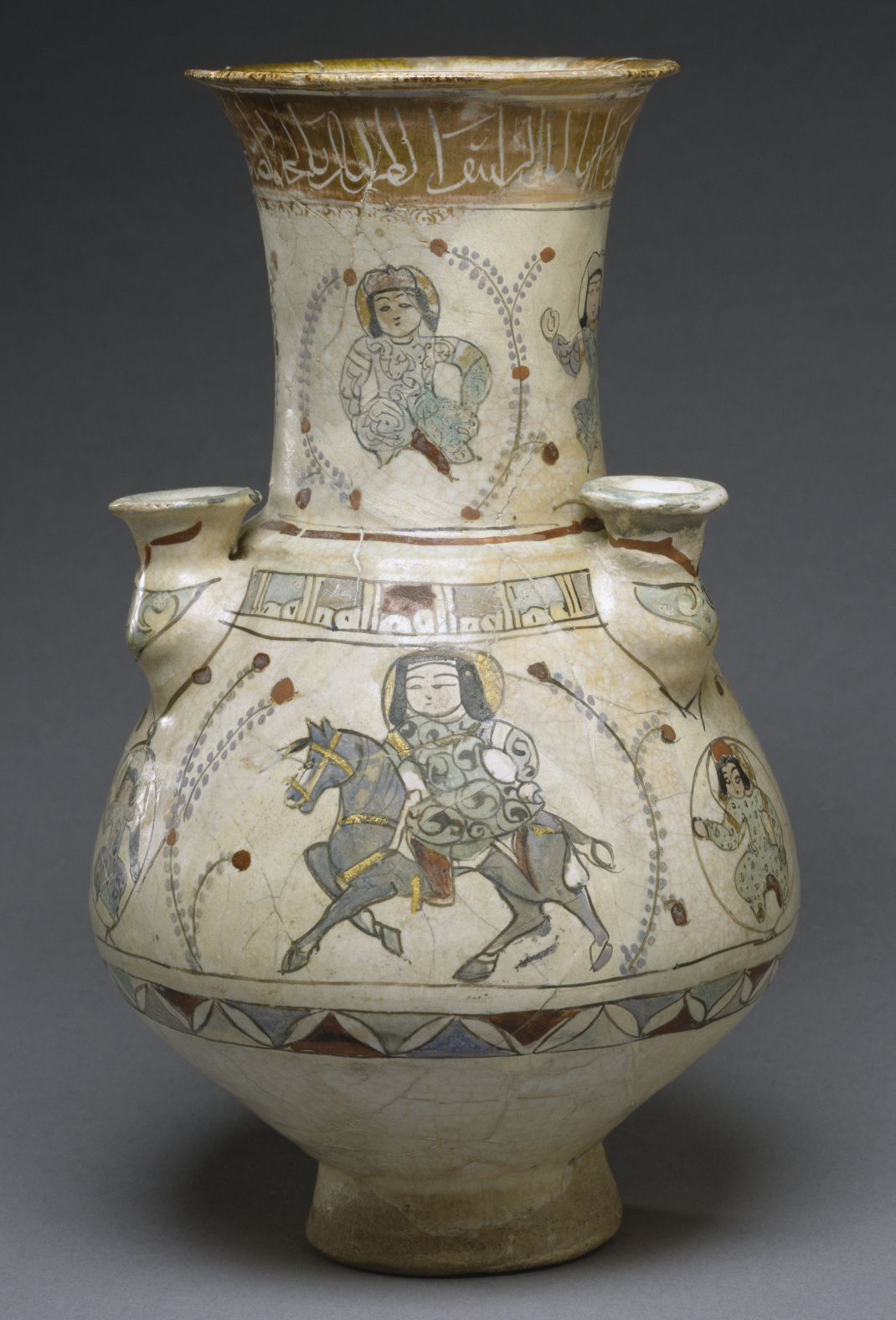
Brocca con figure, che combina pittura a lustro (in alto) e mina'i; (22,5 × 12,8 cm)
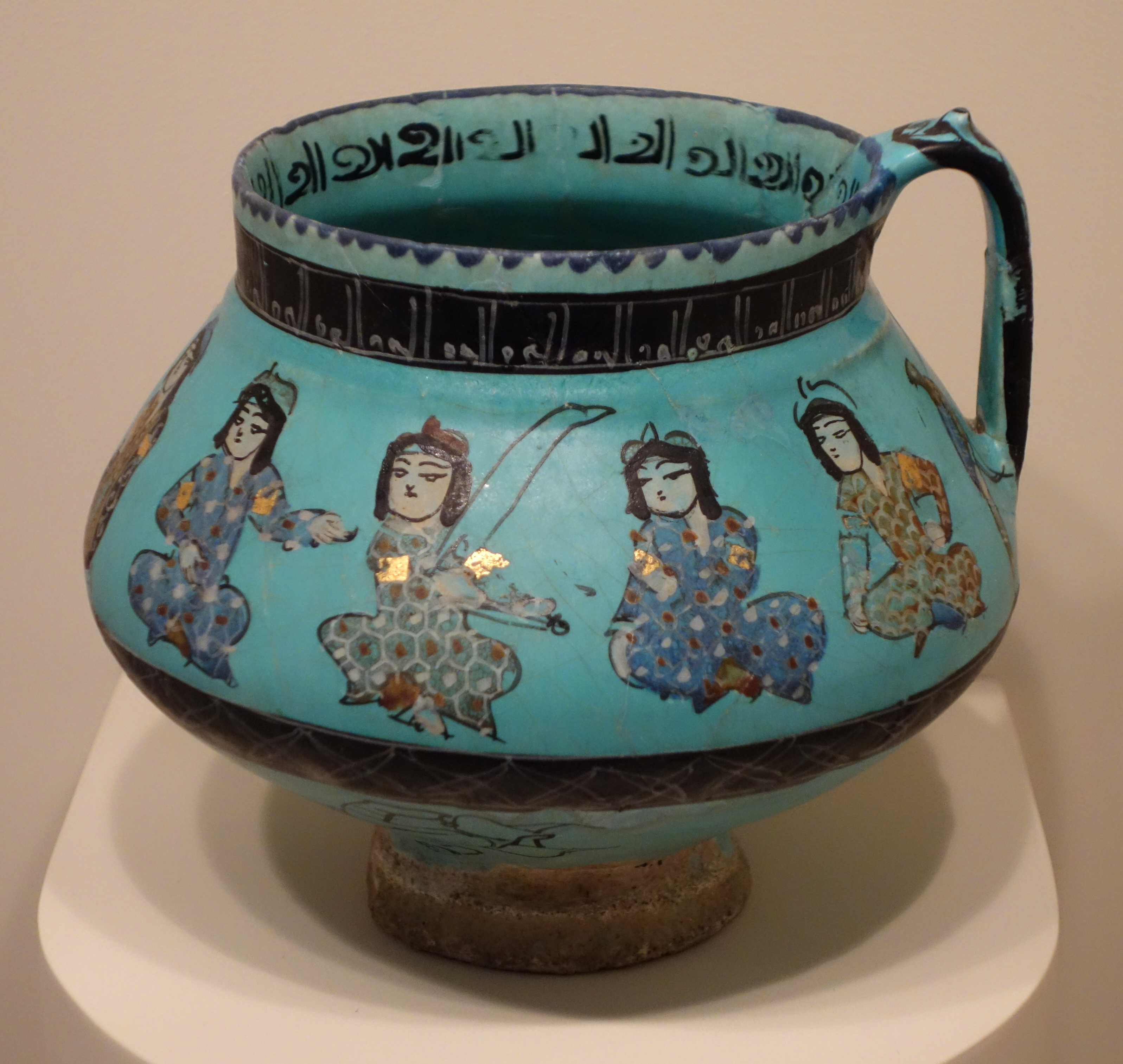
Brocca con smalto color turchese
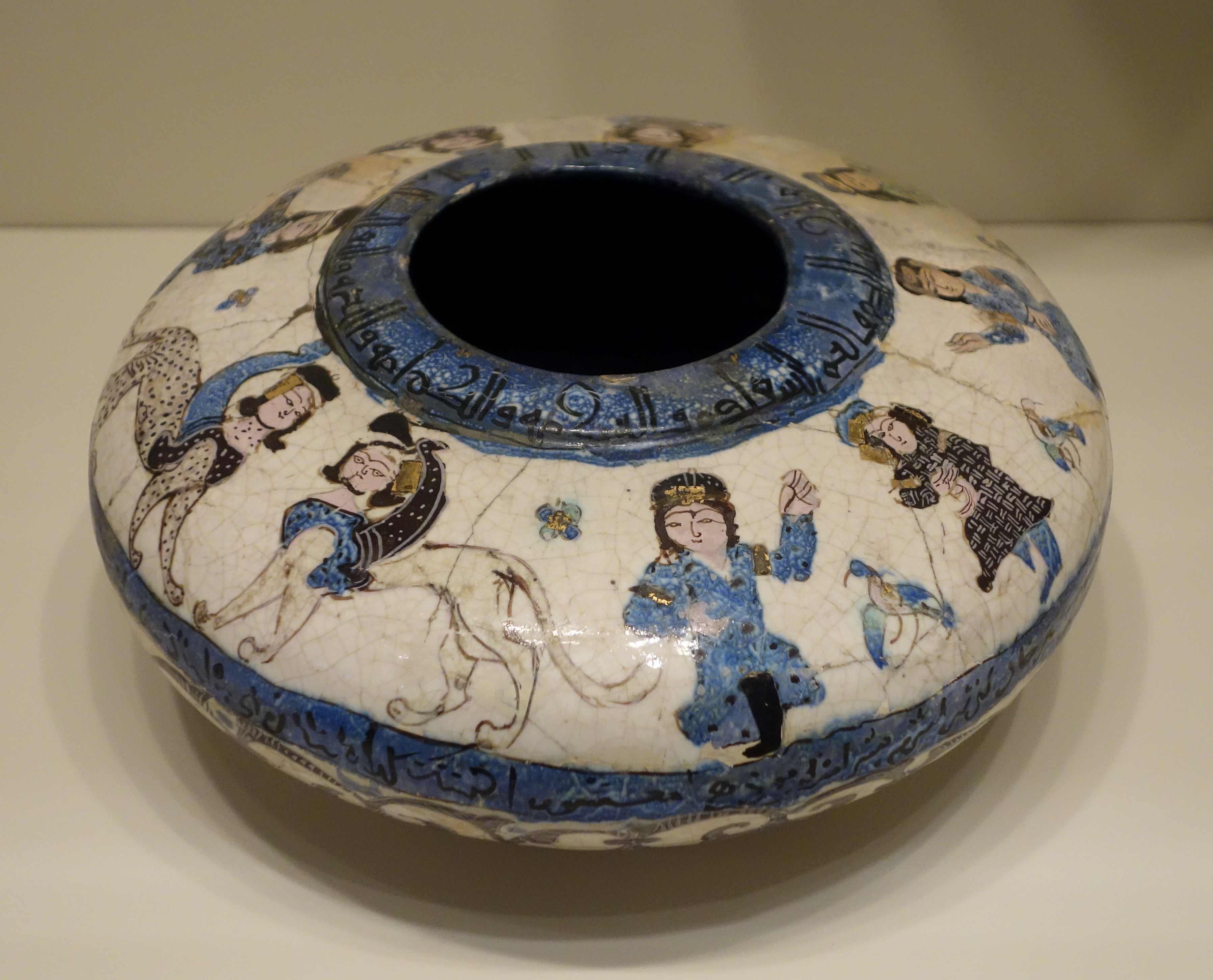
Ciotola da mendicante con sfingi e figure sedute; i colori includono la doratura
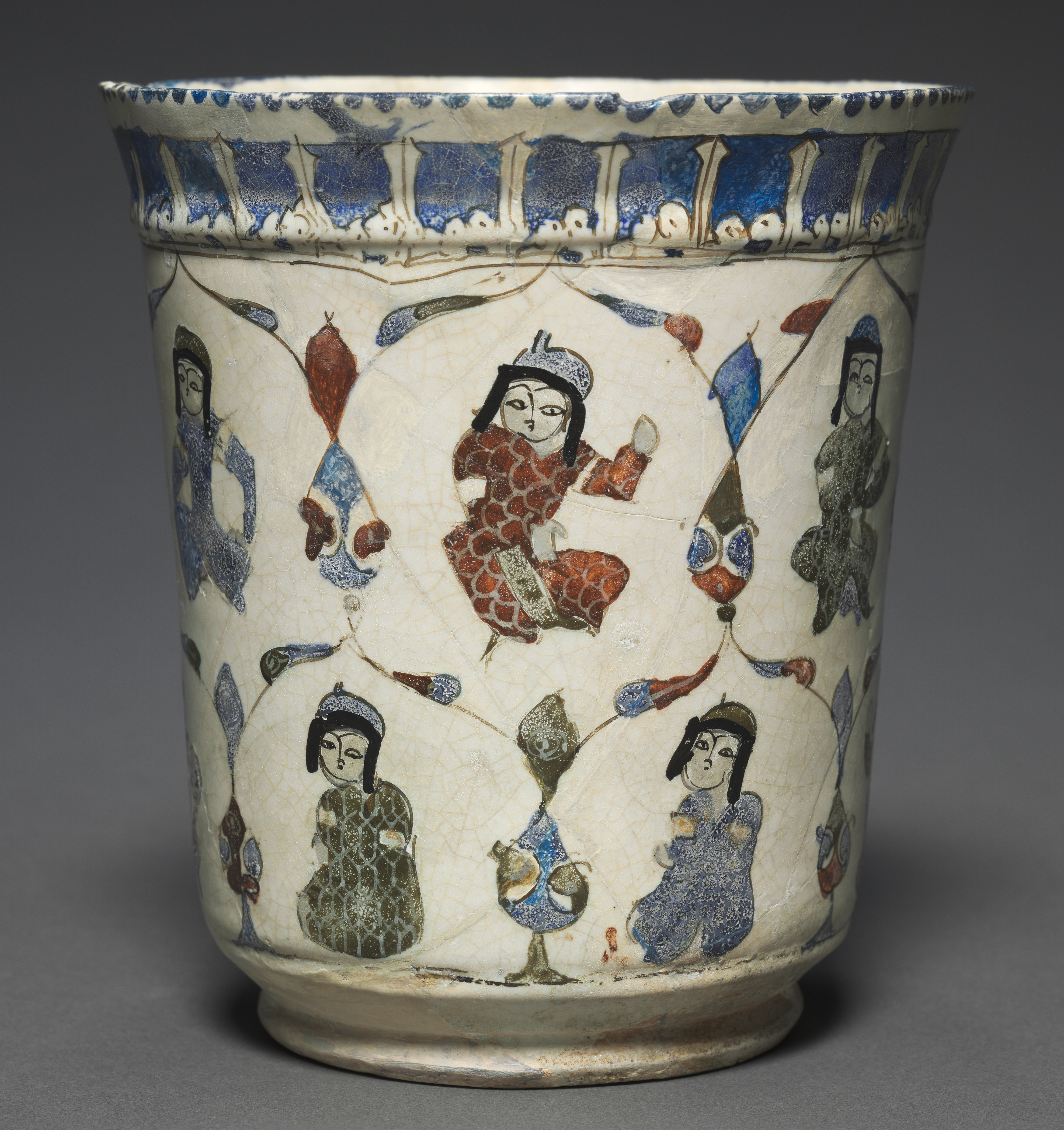
Vaso con figure sedute
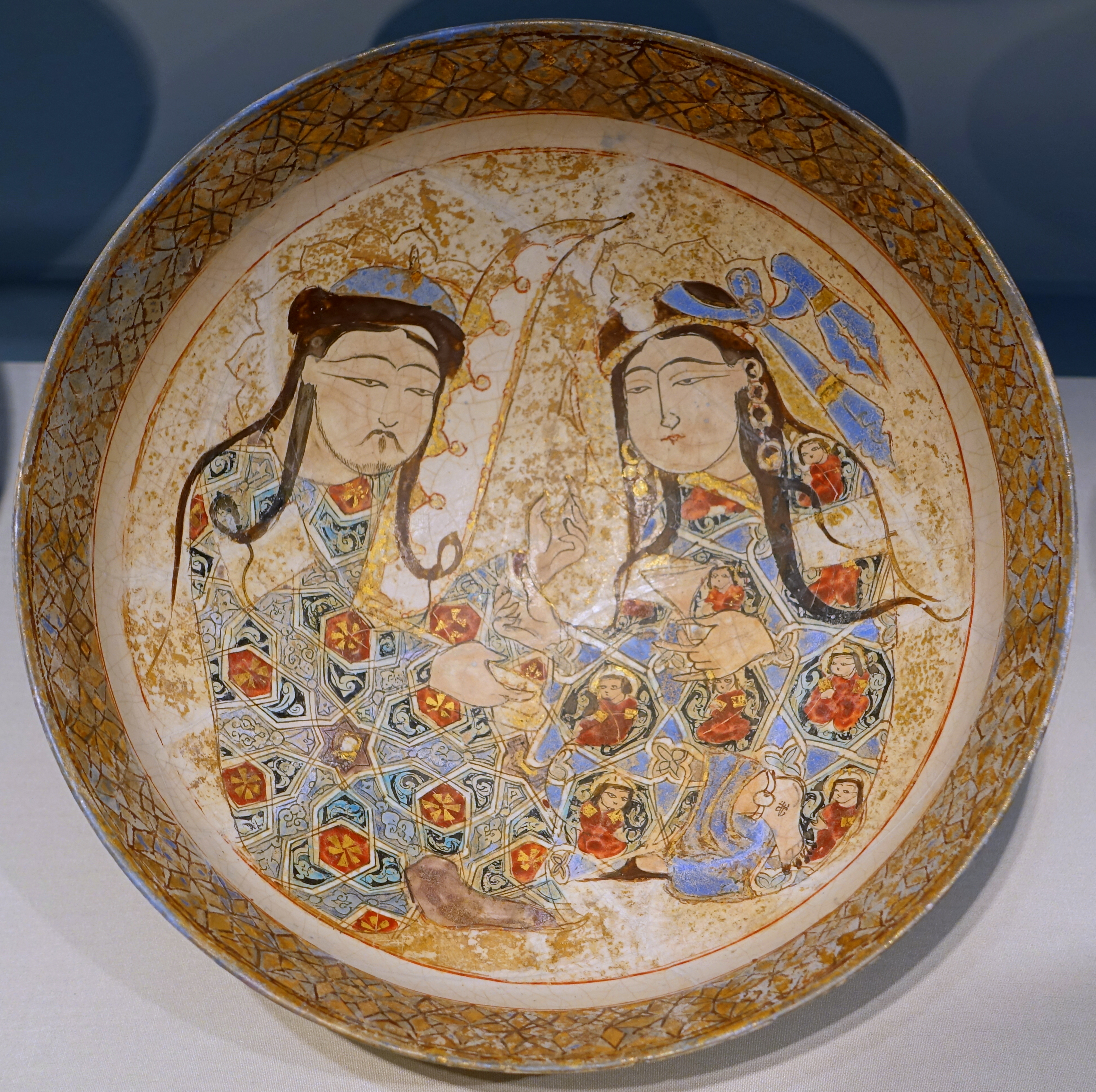
Piatto con coppia
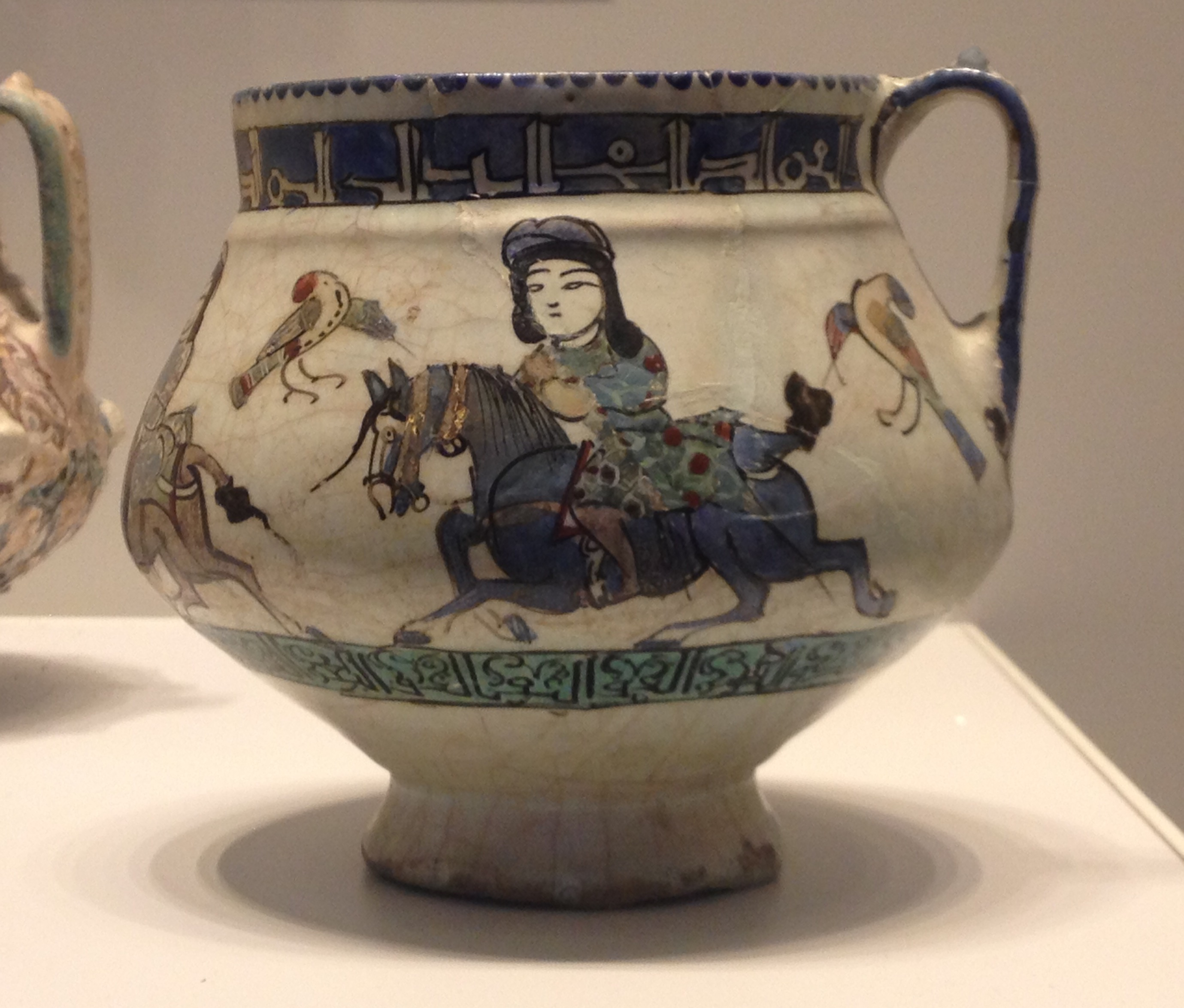
Brocca con falconiere a cavallo
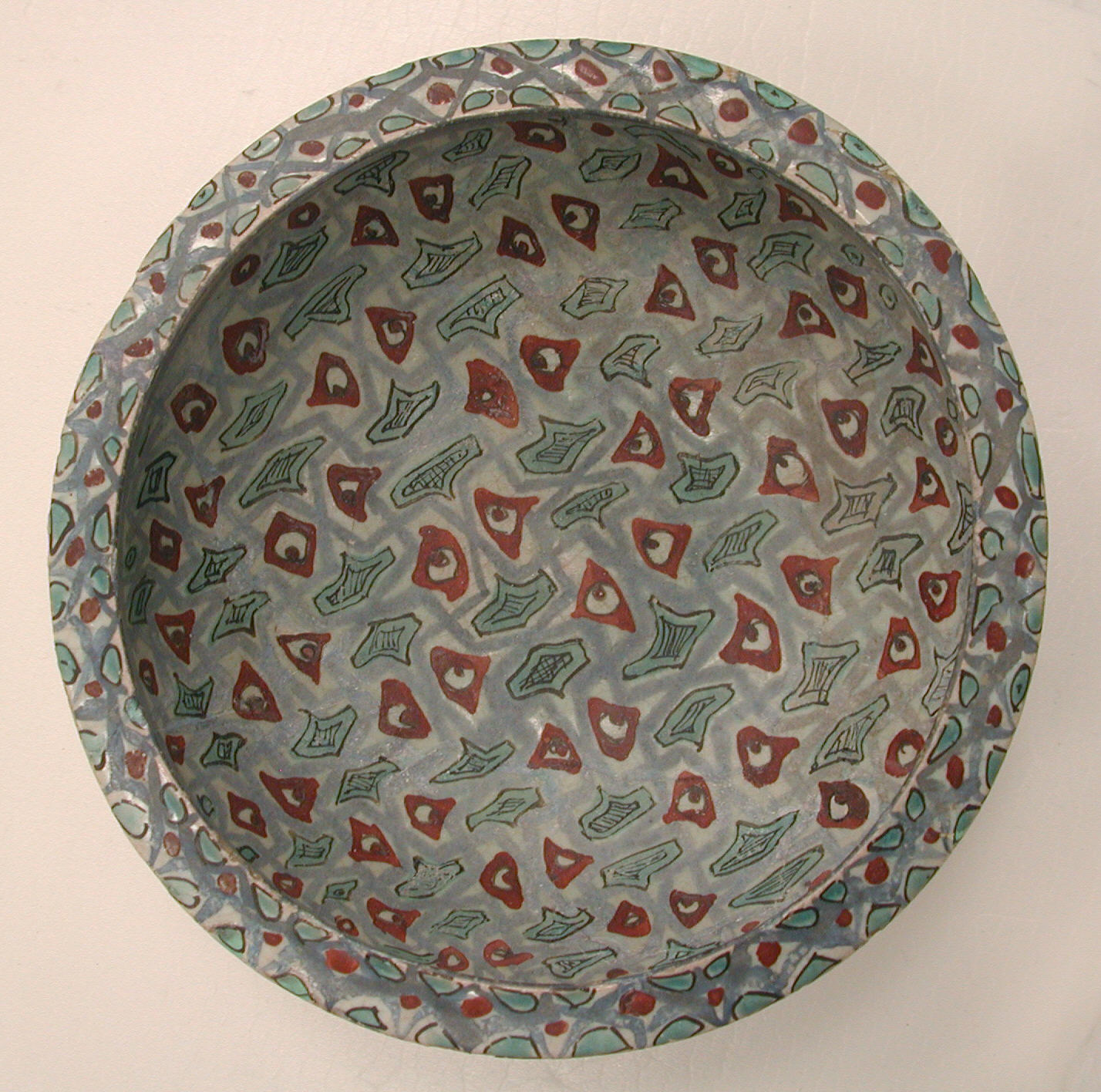
Ciotola con motivo astratto, 15,9 cm di diametro
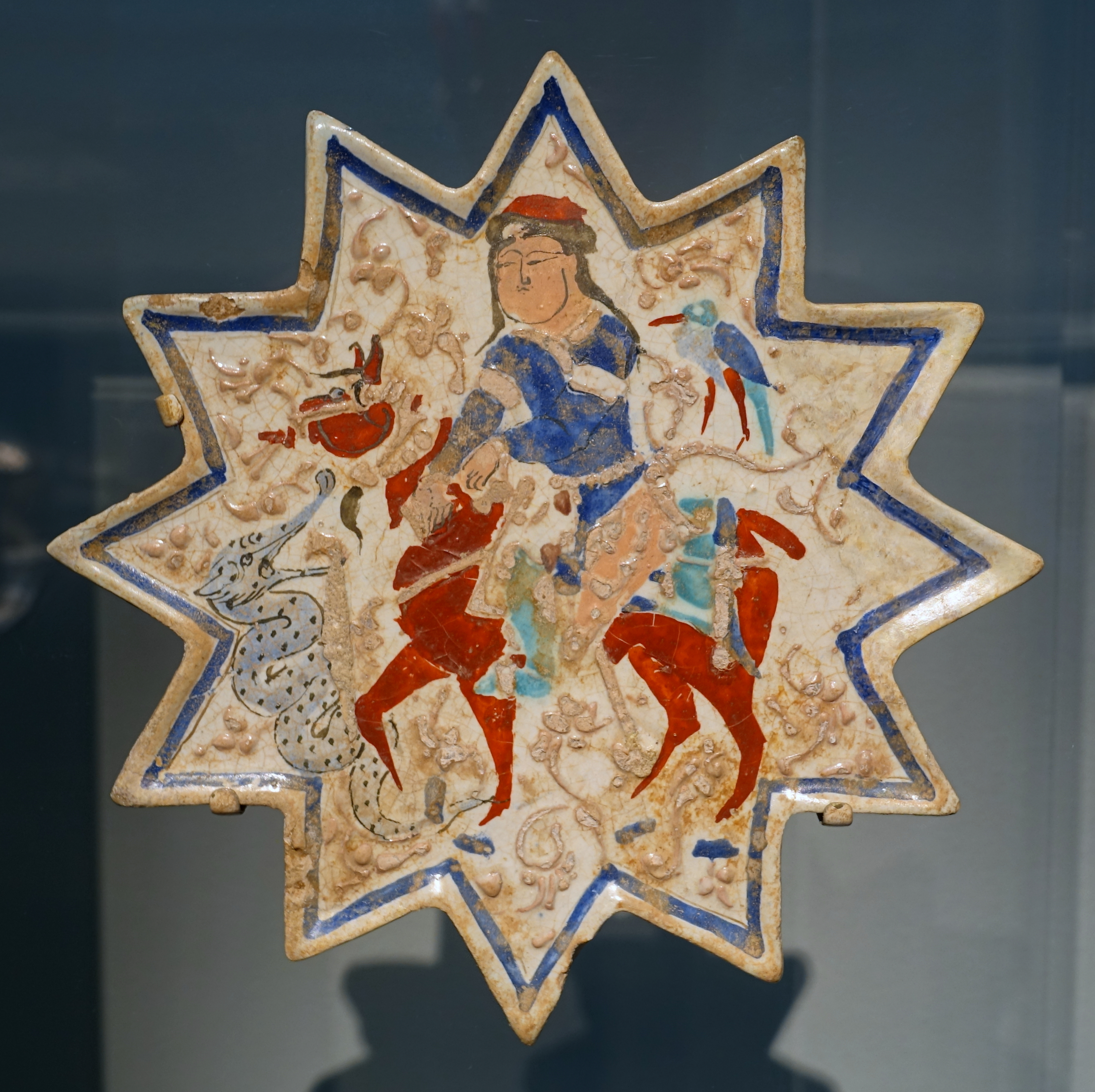
Mattonella stella con Rostam e drago
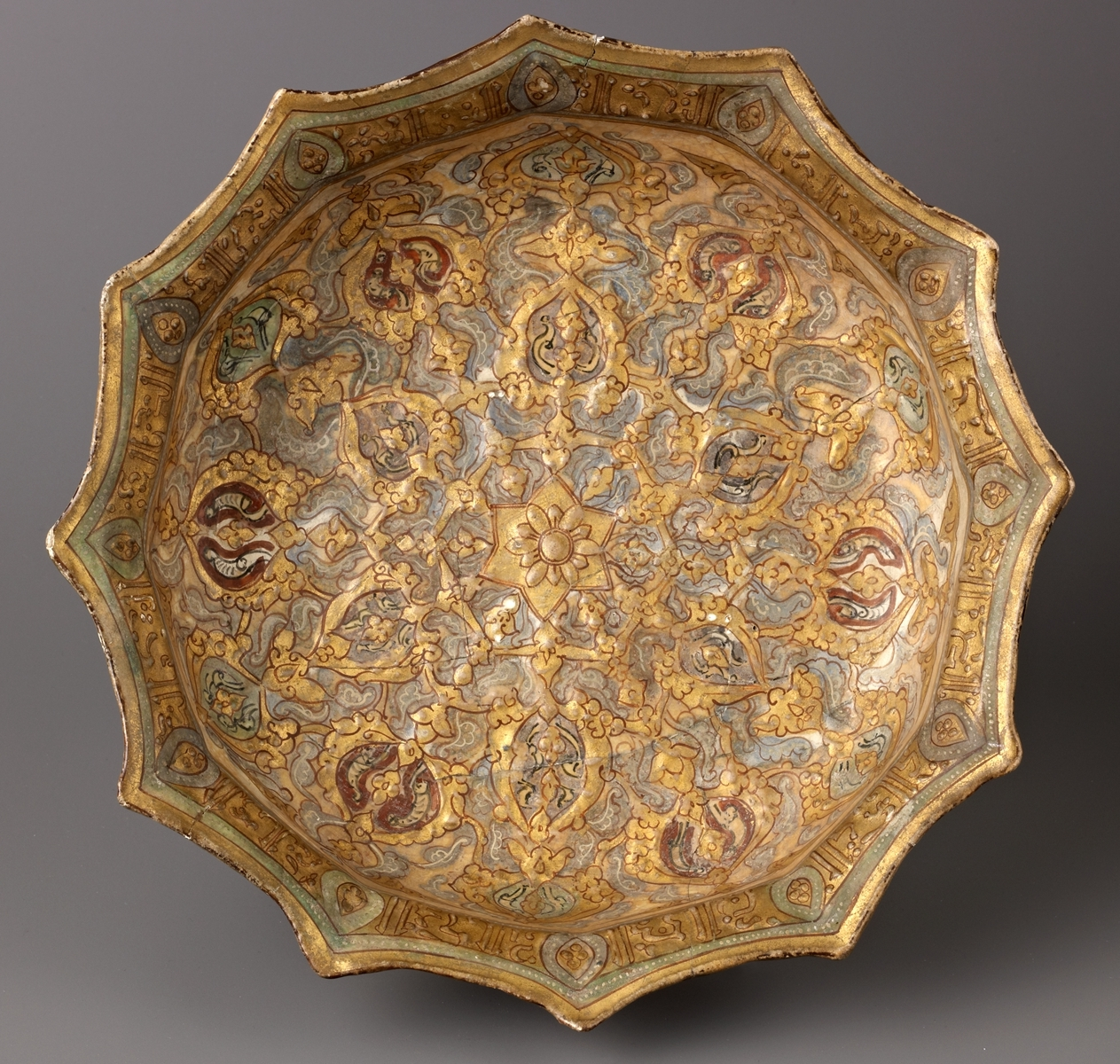
"Bacino sfaccettato", con dorature sul motivo rialzato. Dopo il 1200.
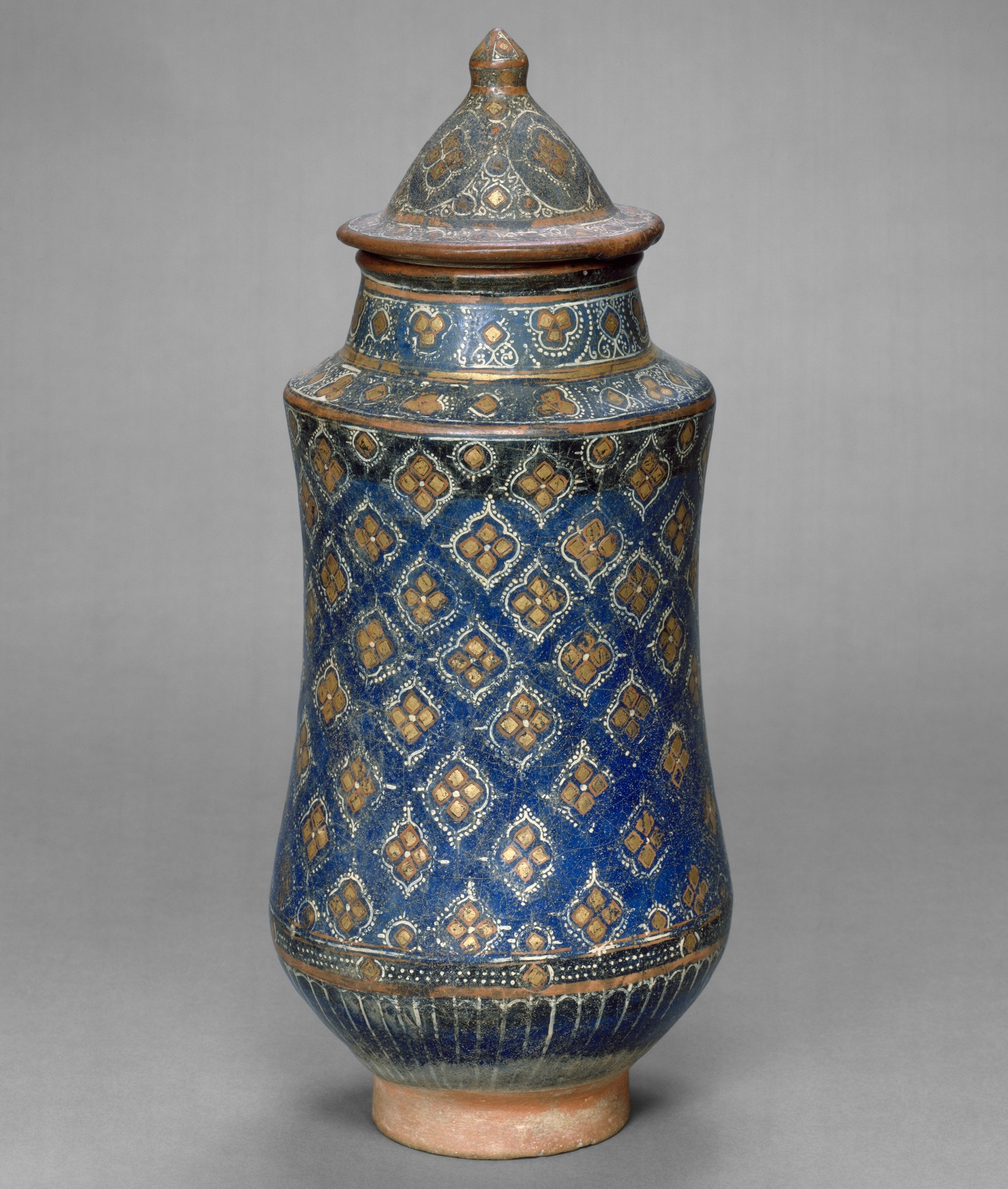
Vaso Albarello in stile "lajvardina" successivo; dopo 1250
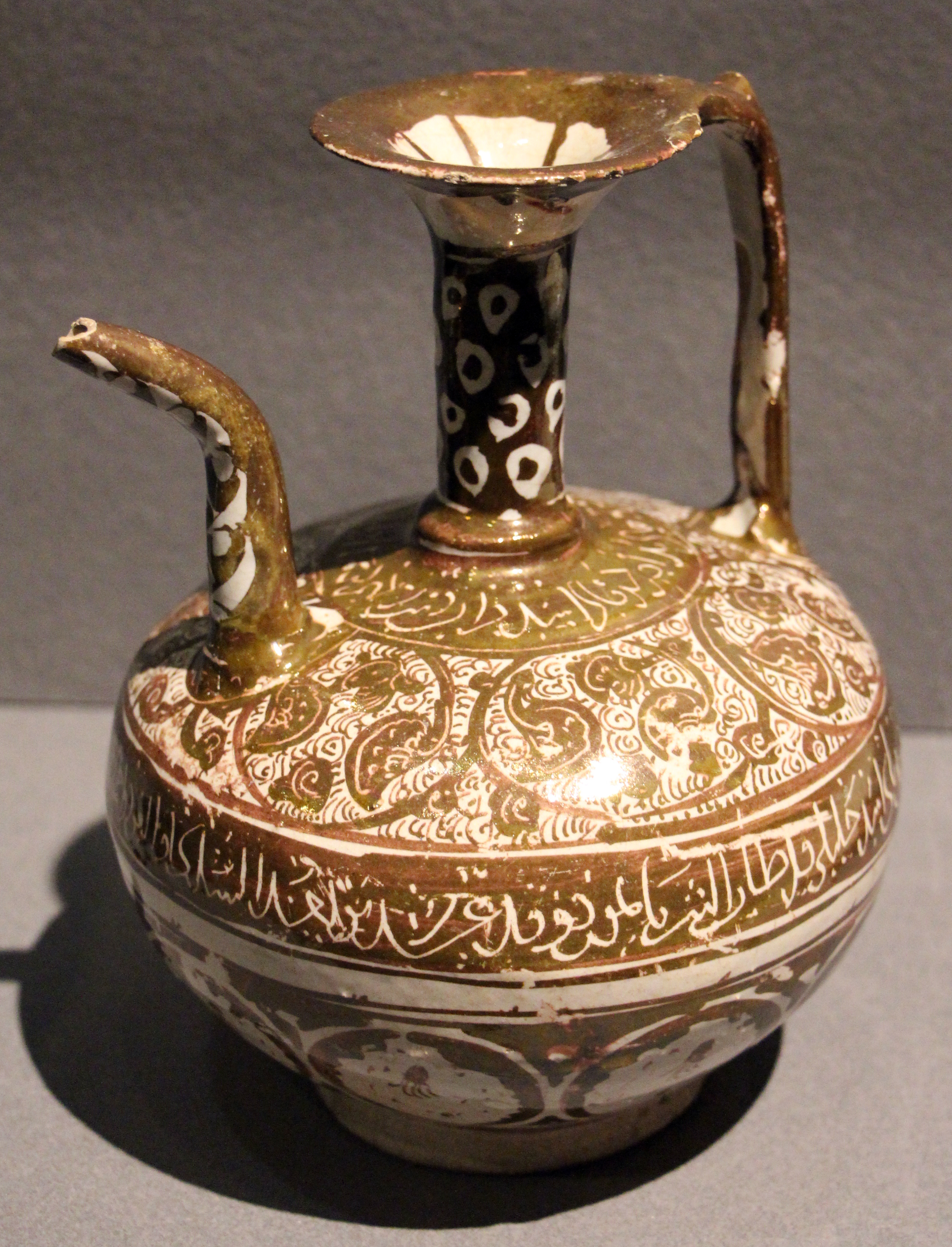
Brocca con lustro d'oro, 1190-1210